# Barrowammo waldockae
Barrowammo waldockae är en spindelart som beskrevs av Norman I. Platnick 2002. Barrowammo waldockae ingår i släktet Barrowammo och familjen Ammoxenidae.
Artens utbredningsområde är Western Australia. Inga underarter finns listade.